# Jennie Kidd Trout
Jennie Kidd Gowanlock, conocida como Jennie Kidd Trout (Wooden Mills, Kelso; 21 de abril de 1841-Los Ángeles,10 de noviembre de 1921) fue una médica canadiense de origen escocés. Fue la primera médica en Canadá al obtener su licencia de doctora el 11 de marzo de 1875. Hasta julio de 1880 fue la única mujer en Canadá con licencia para ejercer la medicina.

## Biografía
Nacida en Wooden Mills, Kelso, Escocia, Jennie (cuyo nombre se encuentra escrito a veces 'Jenny') era hija de Elizabeth Kidd, y Andrew Gowanlock, agricultores. Se mudó con sus padres a Canadá en 1847, instalándose cerca de Stratford, Ontario. Se formó en la Escuela Normal del Alto Canadá, siendo la Escuela Normal la única escuela avanzada en Canadá que aceptaba mujeres en ese momento. Después de graduarse en 1861 regresó al área de Stratford y comenzó su primer trabajo como maestra. Enseñó en la escuela pública entre 1861 y 1865. Se casó con Edward Trout en 1865 y luego se mudó a Toronto, donde él dirigía un periódico.
Motivada por sus propias enfermedades crónicas, se decidió por la carrera de medicina, aprobó su examen de ingreso en 1871 y estudió medicina en la Universidad de Toronto. Jennie Trout y Emily Jennings Stowe fueron juntas las primeras mujeres admitidas en la Escuela de Medicina de Toronto, por acuerdo especial. El trato a ambas fue hostil por parte de los alumnos y profesores varones, Stowe, se negó a presentarse a los exámenes en protesta por el trato degradante de la escuela hacia las dos mujeres. Trout luego se transfirió a la Facultad de Medicina de la Mujer de Pensilvania, donde obtuvo su doctorado en medicina el 11 de marzo de 1875. Su tesis de doctorado trató sobre los usos médicos de la amapola de opio. Regresó a Canadá donde aprobó el examen de equivalencia de la Orden de médicos y cirujanos de Ontario, lo que la convirtió en la primera médica con licencia autorizada para ejercer la medicina en Canadá.
Trout abrió el Instituto Terapéutico y Eléctrico en Toronto, que se especializaba en tratamientos para mujeres que incluían «baños galvánicos o electricidad›. Durante seis años, también dirigió un dispensario gratuito para los pobres en el mismo lugar. El Instituto tuvo bastante éxito, luego abrió sucursales en Brantford y Hamilton, Ontario.
Debido a su mala salud, se jubiló a los cuarenta y un años y se retiró en 1882 a Palma Sola, Florida. En su apoyo a la educación médica de las mujeres, más tarde jugó un papel decisivo en el establecimiento de una escuela de medicina para mujeres en la Queen's University en Kingston, a la cual contribuyó financieramente. Además participó en el movimiento por la Templanza. Actuó como vicepresidenta y luego presidenta de la Unión de Mujeres por la Templanza. También fue vicepresidenta de la Asociación para la Promoción de la Mujer.
Con su esposo adoptaron dos sobrinos nietos huérfanos. Su familia viajó mucho entre Florida y Ontario, y luego se mudó a Los Ángeles, California, donde murió en 1921.

## Reconocimientos
En 1991 el correo canadiense (Canada Post) emitió un sello postal en su honor para conmemorarla como la primera mujer con licencia para ejercer la medicina en Canadá.

## En la cultura popular
El 21 de abril de 2018, Google celebró su 177 cumpleaños con un Doodle de Google.